# Kenny Walker
Kenneth Walker, detto Kenny (Roberta, 18 agosto 1964), è un ex cestista statunitense, professionista nella NBA, in Europa e in Giappone.

## Carriera
È stato selezionato dai New York Knicks al primo giro del Draft NBA 1986 (5ª scelta assoluta).

## Statistiche

### College
| Anno      | Squadra           | PG  | PT  | MP   | TC%  | 3P% | TL%  | RP   | AP  | PRP | SP  | PP   |
| --------- | ----------------- | --- | --- | ---- | ---- | --- | ---- | ---- | --- | --- | --- | ---- |
| 1982-1983 | Kentucky Wildcats | 31  | 3   | 19,3 | 61,1 | -   | 66,2 | 4,9  | 0,6 | 0,4 | 0,6 | 7,3  |
| 1983-1984 | Kentucky Wildcats | 34  | 33  | 32,0 | 55,5 | -   | 73,4 | 5,9  | 1,3 | 0,9 | 0,6 | 12,4 |
| 1984-1985 | Kentucky Wildcats | 31  | 31  | 36,7 | 55,9 | -   | 76,8 | 10,2 | 1,3 | 0,9 | 1,2 | 22,9 |
| 1985-1986 | Kentucky Wildcats | 36  | 36  | 34,8 | 58,2 | -   | 76,4 | 7,7  | 1,4 | 1,3 | 1,2 | 20,0 |
| Carriera  | Carriera          | 132 | 103 | 30,9 | 57,1 | -   | 75,0 | 7,1  | 1,2 | 0,9 | 0,9 | 15,8 |

### NBA

#### Regular Season
| Anno      | Squadra            | PG  | PT  | MP   | TC%  | 3P%  | TL%  | RP  | AP  | PRP | SP  | PP   |
| --------- | ------------------ | --- | --- | ---- | ---- | ---- | ---- | --- | --- | --- | --- | ---- |
| 1986-1987 | N.Y. Knicks        | 68  | 64  | 25,3 | 49,1 | 0,0  | 75,7 | 5,0 | 1,1 | 0,7 | 0,7 | 10,4 |
| 1987-1988 | N.Y. Knicks        | 82  | 61  | 26,1 | 47,3 | 0,0  | 77,5 | 4,7 | 1,0 | 0,8 | 0,7 | 10,1 |
| 1988-1989 | N.Y. Knicks        | 79  | 2   | 14,7 | 48,9 | 25,0 | 77,6 | 2,9 | 0,5 | 0,5 | 0,6 | 5,3  |
| 1989-1990 | N.Y. Knicks        | 68  | 21  | 23,5 | 53,1 | 40,0 | 72,3 | 5,0 | 0,7 | 0,5 | 0,8 | 7,9  |
| 1990-1991 | N.Y. Knicks        | 54  | 8   | 14,3 | 43,5 | 0,0  | 78,0 | 2,9 | 0,2 | 0,3 | 0,6 | 4,3  |
| 1993-1994 | Washington Bullets | 73  | 4   | 19,1 | 48,2 | 0,0  | 69,6 | 4,0 | 0,5 | 0,4 | 0,8 | 4,8  |
| 1994-1995 | Washington Bullets | 24  | 0   | 11,1 | 42,9 | -    | 75,0 | 2,0 | 0,3 | 0,2 | 0,2 | 2,4  |
| Carriera  | Carriera           | 448 | 160 | 20,2 | 48,5 | 20,6 | 74,9 | 4,0 | 0,7 | 0,5 | 0,7 | 7,0  |

#### Playoffs
| Anno     | Squadra     | PG | PT | MP   | TC%  | 3P% | TL%  | RP  | AP  | PRP | SP  | PP  |
| -------- | ----------- | -- | -- | ---- | ---- | --- | ---- | --- | --- | --- | --- | --- |
| 1988     | N.Y. Knicks | 4  | 2  | 20,0 | 33,3 | -   | 100  | 2,3 | 1,3 | 0,5 | 0,8 | 4,5 |
| 1989     | N.Y. Knicks | 9  | 0  | 10,0 | 23,1 | -   | 73,7 | 1,8 | 0,2 | 0,1 | 0,3 | 2,2 |
| 1990     | N.Y. Knicks | 10 | 2  | 15,4 | 55,2 | 0,0 | 64,3 | 2,5 | 0,6 | 0,0 | 0,4 | 4,1 |
| 1991     | N.Y. Knicks | 3  | 0  | 10,3 | 50,0 | -   | 100  | 2,3 | 0,7 | 0,3 | 0,3 | 3,3 |
| Carriera | Carriera    | 26 | 4  | 13,7 | 41,9 | 0,0 | 73,0 | 2,2 | 0,6 | 0,2 | 0,4 | 3,4 |

## Palmarès
- McDonald's All-American Game (1982)
- NCAA AP All-America First Team (1986)
- NCAA AP All-America Second Team (1985)
- NBA Slam Dunk Contest: 1 (1989)